# Thant Phyu Phyu
Thant Phyu Phyu (ur. 28 września 1966) – mjanmańska judoczka. Olimpijka z Barcelony 1992, gdzie zajęła dwudzieste miejsce w wadze półśredniej.
Brązowa medalistka mistrzostw Azji w 1985 roku.  

## Letnie Igrzyska Olimpijskie 1992
| Konkurencja | Eliminacje                | Klas. końcowa |
| Konkurencja | Przeciwnik I              | Miejsce       |
| ----------- | ------------------------- | ------------- |
| 61 kg       | Gella Vandecaveye (BEL) P | 20.           |